# MTV Hiszpania
MTV España (Music Television España) – kanał wystartował w 2000 roku w Hiszpanii. Kanał transmisji muzycznej i rozrywkowej, realizacja 24 godziny na dobę. Usługa jest nadawana i regulowana przez MTV Networks Europe z Wielkiej Brytanii.